# Distretto di Kirchdorf
Il distretto di Kirchdorf (in tedesco: Bezirk Kirchdorf ) è uno dei distretti dello stato austriaco dell'Alta Austria.

## Geografia antropica
Il distretto è suddiviso in 23 comuni, di cui 1 con status di città e 6 con diritto di mercato.

### Città
1. Kirchdorf an der Krems (4.104)

### Comuni mercato
1. Kremsmünster (6.450)
2. Micheldorf in Oberösterreich (5.615)
3. Molln (3.748)
4. Pettenbach (4.747)
5. Wartberg an der Krems (3.016)
6. Windischgarsten (2.347)

### Comuni
1. Edlbach (679)
2. Grünburg (3.830)
3. Hinterstoder (1.033)
4. Inzersdorf im Kremstal (1.833)
5. Klaus an der Pyhrnbahn (1.183)
6. Nußbach (2.246)
7. Oberschlierbach (463)
8. Ried im Traunkreis (2.418)
9. Rosenau am Hengstpaß (744)
10. Roßleithen (1.836)
11. Schlierbach (2.717)
12. Spital am Pyhrn (2.274)
13. St. Pankraz (390)
14. Steinbach am Ziehberg (854)
15. Steinbach an der Steyr (2.029)
16. Vorderstoder (765)

(Popolazione al 15 maggio 2001)